# Aedes ferinus
Aedes ferinus är en tvåvingeart som beskrevs av Knight 1947. Aedes ferinus ingår i släktet Aedes och familjen stickmyggor.
Artens utbredningsområde är Filippinerna. Inga underarter finns listade i Catalogue of Life.